# Anton Wiklander
Nils Anton Wiklander, född 9 maj 1884 i Jättendals församling i Gävleborgs län, död 12 augusti 1958 i Matteus församling i Stockholm, var en svensk polis, nykterhetsförespråkare samt ordförande i föreningen Sveriges poliskommissarier.

## Biografi[2]
Anton Wiklander, som föddes 1884 i Hälsingland, tog värvning vid Norrlands artilleriregemente och han avlade han examen på Artilleriets underofficersskola. 1906 lämnade han det militära och blev anställd på Polisverket i Stockholm 1906. Under Första världskriget tjänstgjorde han inom krigsroteln på kriminalpolisen, han genomgick därefter Polisskolans högre kurs, och befordrades 1927 till poliskommissarie för det 10:e vaktdistriktet i Stockholm (vilket omfattade Brännkyrkadistriktet med Enskede). Under flera år var han dessutom åklagare vid polisdomstolen, en av de sista som inte var jurist. Wiklander gick i pension den 1 juni 1944. Han var under åren 1936–1938 ordförande i föreningen Sveriges Poliskommissarier.
Därutöver var Anton Wiklander nykterhetsförespråkare och han var styrelseledamot i Stockholmsavdelningen för Motorförarnas Helnykterhetsförbund samt dessutom medlem av Rikskommittén  mot den olagliga rusdryckshanteringen. Under 1930-talet blev han utsedd till att sitta i två av stadens nämnder, åren 1933 till 1937 var han ledamot av Stockholms stads Fattigvårdsstyrelse samt därefter vad han under åren 1937 till 1946 ledamot av Taxeringsnämnden.
Anton Wiklander var även medlem av Timmermansorden, Godtemplarorden och Tempel Riddare Orden. I den sista var han mästare för templet Concordia i Stockholm under åren 1941-1950.
Han avled den 12 augusti 1958 i Stockholm och begravdes den 21 augusti 1958 på Norra begravningsplatsen i Solna.

## Utmärkelser
- För nit och redlighet i rikets tjänst
- Stockholmspolisens skytteförenings förtjänstemedalj